# كيفن دوبسون
كيفن دوبسون (بالإنجليزية: Kevin Dobson)‏ مواليد 18 مارس 1943 في كوينز، الولايات المتحدة، هو ممثل أمريكي بدأ مسيرته الفنية سنة 1968.

## الأعمال
- كلوت
- 1408

## روابط خارجية
- كيفن دوبسون على موقع IMDb (الإنجليزية)
- كيفن دوبسون على موقع روتن توميتوز (الإنجليزية)
- كيفن دوبسون على موقع ألو سيني (الفرنسية)
- كيفن دوبسون على موقع أول موفي (الإنجليزية)
- كيفن دوبسون على موقع قاعدة بيانات الأفلام السويدية (السويدية)
- كيفن دوبسون على موقع إن إن دي بي (الإنجليزية)
- كيفن دوبسون على موقع قاعدة بيانات الفيلم (الإنجليزية)
- كيفن دوبسون على موقع كينوبويسك (الروسية)